# Prieuré Saint-Grégoire de Douai
Le Prieuré Saint-Grégoire de Douai est fondé en 1603 par Philippe de Caverel, abbé de l'Abbaye Saint-Vaast.
Il est attaché à l'Ordre de Saint-Benoît.

## Histoire
Philippe Caverel fonde le prieuré pour des bénédictins anglais destinés à travailler à la conversion des hérétiques de Grande-Bretagne.
Lors du schisme anglican  après la Conspiration des poudres, de nombreux réfugiés britanniques se réfugièrent à Douai et Cambrai. Le pape Clement VIII donne son agrément à cette maison.

## Personnalités Liées
- Saint John Roberts, gallois né à Trwfynydd au Nord du Pays de Galles, prêtre et martyr est fêté le 10 décembre. Il organise le prieuré Saint-Grégoire à Douai dès 1600[3].

John Roberts était originaire de Trawfynydd au nord du Pays de Galles. Sa foi le rendait plus proche de Rome que de la Communion anglicane. C'est pour cela que l'étudiant en droit à Oxford, profitant d'un séjour à Paris, s'en vint à Notre-Dame de Paris pour y être reçu dans l'Église catholique en 1598. Il fit ensuite profession religieuse chez les bénédictins de Compostelle et y fut ordonné prêtre. Il retourna en Angleterre en 1602, à l'abbaye de Downside et, durant la peste de Londres en 1603, il fut d'une admirable charité. Il fut emprisonné plusieurs fois. En 1610, alors qu'il célébrait l'Eucharistie, il fut arrêté et refusa de reconnaître le roi Jacques Ier comme chef de l'Église. Prisonnier dans la Tour de Londres, il fut exécuté comme beaucoup d'autres martyrs de cette époque à Tyburn. Il fait partie des quarante martyrs d'Angleterre et du Pays de Galles qui ont été canonisés en 1970,.
- Charles Walmesley (en), (1722-1797) passa plusieurs années au prieuré. Il était écrivain et évêque de Rama (de) in partibus en 1756[6].